# ʻEueiki (Vavaʻu)
ʻEueiki (auch: Euaiki, Kawege) ist eine Insel in der tonganischen Inselgruppe Vavaʻu.

## Geographie
ʻEueiki liegt zwischen ʻEuakafa (W), Taunga (N) und Fuaʻamotu (SO).

## Klima
Das Klima ist tropisch heiß, wird jedoch von ständig wehenden Winden gemäßigt. Ebenso wie die anderen Inseln der Vavaʻu-Gruppe wird ʻEueiki gelegentlich von Zyklonen heimgesucht.